# Nelson García
Nelson Enrique García Ramos (ur. 5 kwietnia 1981) – kolumbijski zapaśnik w stylu wolnym. Zajął szesnaste miejsce na mistrzostwach świata w 2006. Siódmy na igrzyskach panamerykańskich w 2011. Srebrny medalista mistrzostw panamerykańskich w 2006 i 2007. Mistrz igrzysk igrzyskach Am.Płd w 2006 i 2010. Srebro na igrzyskach Ameryki Środkowej i Karaibów w 2006 i brąz w 2010. Trzeci na igrzyskach boliwaryjskich w 2009 roku.